# Sidney Olcott
Sidney Olcott (Toronto, Canadá, 20 de septiembre de 1873-Hollywood, Estados Unidos, 16 de diciembre de 1949) fue un productor, director, actor y guionista cinematográfico canadiense.

## Biografía
Su verdadero nombre era John Sidney Alcott, nació en Toronto, Ontario (Canadá). Llegó a ser uno de los primeros grandes directores de la industria cinematográfica. Con el deseo de ser actor, de joven viajó a Nueva York, donde trabajó en el teatro hasta 1904, para posteriormente actuar en el cine con los Biograph Studios. Al poco tiempo dirigía películas y llegó a ser director general de Biograph.
En 1907 Frank Marion y Samuel Long, con apoyo financiero de George Kleine, formaron una nueva compañía cinematográfica llamada Kalem Company, consiguiendo que el cada vez más conocido Sidney Olcott trabajara para ella. Tras dirigir varios títulos de éxito para Kalem, incluyendo "Ben-Hur" (1907) con su dramática escena de la carrera de carros, Olcott se convirtió en director general. 
En 1910 Sidney Olcott demostró su creatividad haciendo que Kalem Studios fuera la primera productora en viajar fuera de los Estados Unidos para filmar. De ascendencia irlandesa, y conociendo el gran peso de la audiencia irlandesa en los Estados Unidos, Olcott viajó a Irlanda, donde dirigió un film llamado "A Lad from Old Ireland." Llegó a hacer más de una docena de películas allí, aunque el inicio de la Primera Guerra Mundial le impidió continuar con sus planes de construir unos estudios permanentes en Beaufort, Condado de Kerry. En 1912 viajó a Palestina para rodar el primer film de cinco rollos jamás filmado, y titulado "From the Manger To the Cross", la historia de Jesús de Nazaret. El concepto del film fue motivo de escepticismo al principio, pero cuando se estrenó fue alabado por la crítica y por el público. Con un coste de 35.000 dólares, "From the Manger to the Cross" dio a Kalem Company unos beneficios de casi un millón de dólares, una cantidad extraordinaria en 1912. La industria cinematográfica lo aclamó como el mejor director, y la película influenció en el trabajo de muchos grandes directores como D.W. Griffith y Cecil B. DeMille. "From the Manger to the Cross" es todavía utilizada hoy en día para enseñar las primeras técnicas cinematográficas. En 1998 el film fue seleccionado para entrar en el National Film Registry de la Biblioteca del Congreso de Estados Unidos.
A pesar de las ganancias obtenidas por los dueños del estudio, el sueldo de Olcott no se mejoró, por lo que finalmente optó por abandonar su trabajo, haciendo algún film de manera ocasional hasta que en 1915 su amiga canadiense Mary Pickford le animó a formar parte con ella de Famous Players (posteriormente Paramount Pictures). La Kalem Company nunca se recuperó del error de perder a Olcott, y en 1916 la empresa fue adquirida por Vitagraph Studios.
Olcott fue miembro fundador de la división de la Costa Este de Motion Picture Directors Association, una precursora de la actual Directors Guild of America, siendo posteriormente su presidente. Al igual que el resto de la industria, Sidney Olcott se mudó a Hollywood, California, donde dirigió muchas más películas de éxito con las principales estrellas del momento.
Olcott se casó con la actriz Valentine Grant, estrella de su film de 1916 "The Innocent Lie." 
Durante la Segunda Guerra Mundial, Olcott abrió su casa en Los Ángeles a soldados visitantes de la Commonwealth Británica. En su libro Stardust and Shadows: Canadians in Early Hollywood, el escritor Charles Foster habla de este período de la vida de Olcott. 
Sidney Olcott falleció en 1949 en el domicilio del actor y director Robert G. Vignola en Hollywood, California.

## Filmografía
| Año  | Título                       |
| ---- | ---------------------------- |
| 1907 | The Sleigh Belle             |
| 1907 | The Pony Express             |
| 1907 | Ben-Hur                      |
| 1908 | Dr. Jekyll and Mr. Hyde      |
| 1910 | A Lad from Old Ireland       |
| 1912 | From the Manger To the Cross |
| 1913 | The Vampire                  |
| 1915 | Madame Butterfly             |
| 1915 | Moth and the Flame           |
| 1916 | The Innocent Lie             |
| 1919 | Marriage for Convenience     |
| 1920 | Scratch My Back              |
| 1921 | The Right Way                |
| 1922 | Timothy's Quest              |
| 1923 | The Green Goddess            |
| 1924 | The Humming Bird             |
| 1924 | The Only Woman               |
| 1924 | Monsieur Beaucaire           |
| 1925 | Not So Long Ago              |
| 1925 | Salome of the Tenements      |
| 1926 | The White Black Sheep        |
| 1926 | Ranson's Folly               |
| 1926 | The Amateur Gentleman        |
| 1927 | Claw                         |